# 黄宗羲定律
黄宗羲定律，由清华大学教授秦晖总结并命名，指一种根据历史得来的经济学、政治学现象：中国历史上，历代王朝为减轻、规范农民的赋税而推出的合并赋税类新政策，仅在初期起一定作用，因為市場平衡機制被擾動，随后便无法抑止层出不绝的各類新税；而后代王朝，往往因為某些時候缺錢，在前代的基础上再度合并赋税，导致不同名目的赋税被反复叠加征收，最终反而变本加厉地加重农民负担。明清之际的思想家黄宗羲在其《明夷待访录·田制》将此称之为“积累莫返之害”。
一个典型的例子是明朝萬曆年間张居正所施行的一條鞭法：将农民上缴的田赋、徭役以及其他杂徵总为一条，折成银两，并明令不得增加其他名目的赋税。但到了明朝后期，朝廷仍然徵收其他赋税，如为了应付满族衛所首領的零星動亂、以及後來的建州左衛都指揮使努爾哈赤的大規模叛亂而开徵的辽饷等，加重了农民的负担，客观上激化了农民起义。
中国总理温家宝在曾在第十届全国人大一次会议记者招待会上使用过该名词，而使其声名大噪。
此定律也推广至工业社会中的企业税费负担研究。由于中国大陆现行的财政体制是一种“压力单向传导机制”，即自上而下把征税当作政绩完成，因此部分税务部门不仅不会分散压力，而且为了自身利益扩大压力。每名基层税务人员被分派征税任务，致使部分地方政府为完成硬性考核目标随意调高税收定额，征收“过头税”。最终，税收压力传导至末端的企业便是呈几何级数扩张，由此出现减税增负的“负扶持”现象。这不仅与政策初衷相背离，对企业转型和经济换挡也是雪上加霜。税制改革的初衷是减轻中小企业税负，但由于现行中国税、费改革政策并不完善且缺少整体的配套改革措施，反而对中小企业造成负扶持。当然以“黄宗羲定律”来否定税制改革政策是不对的，但中小微企业权利若长期受到忽视，那么任何单纯的“税改”都是治标不治本的。其提出的解决方案可总结为：应以大规模综合性减免税费替代目前中国实行的结构性减税政策。面对不同的行业也要设计不同的税率并降低一般纳税人门槛，原则即越是能创造更多就业机会的行业，税率削减幅度就应越大。

## 研究書目
周雪光：〈从“黄宗羲定律”到帝国的逻辑：中国国家治理逻辑的历史线索 （页面存档备份，存于）〉。